# Туркменистан на летних Олимпийских играх 2024

## Квалификация
| № п/п | Вид спорта       | Мужчины        | Мужчины                | Женщины        | Женщины                | Всего          | Всего                  |
| № п/п | Вид спорта       | Завоевано квот | Количество спортсменов | Завоевано квот | Количество спортсменов | Завоевано квот | Количество спортсменов |
| ----- | ---------------- | -------------- | ---------------------- | -------------- | ---------------------- | -------------- | ---------------------- |
| 1     | Дзюдо            | 1              | 1                      | 1              | 1                      | 2              | 2                      |
| 2     | Лёгкая атлетика  |                |                        | 1              | 1                      | 1              | 1                      |
| 3     | Плавание         | 1              | 1                      | 1              | 1                      | 2              | 2                      |
| 4     | Тяжёлая атлетика | 1              | 1                      |                |                        | 1              | 1                      |
|       | ИТОГО            | 3              | 3                      | 3              | 3                      | 6              | 6                      |

## Состав команды
Дзюдо
1. Сердар Рахимов[англ.]
2. Майса Пардаева[англ.]

 Лёгкая атлетика
1. Валентина Мередова

 Плавание
1. Муса Жалаев[англ.]
2. Айнура Примова[англ.]

 Тяжёлая атлетика
1. Давранбек Хасанбаев

## Дзюдо
Туркменистан получил по рейтингу IJF по одному месту в мужских и женских соревнованиях.
| Спортсмен      | Категория        | 1/16 финала               | 1/8 финала               | Четвертьфиналы     | Полуфиналы         | Утеш. поединки     | Финал / За 3 место | Финал / За 3 место |
| Спортсмен      | Категория        | Соперник Результат        | Соперник Результат       | Соперник Результат | Соперник Результат | Соперник Результат | Соперник Результат | Место              |
| -------------- | ---------------- | ------------------------- | ------------------------ | ------------------ | ------------------ | ------------------ | ------------------ | ------------------ |
| Сердар Рахимов | Мужчины до 66 кг | ANGЭдмилсон Педро В 10–01 | BRAВиллиан Лима П 00–01  | Не прошёл          | Не прошёл          | Не прошёл          | Не прошёл          | Не прошёл          |
| Майса Пардаева | Женщины до 57 кг | CHNЦай Ци В 10–00         | BRAРафаэла Силва П 00–10 | Не прошла          | Не прошла          | Не прошла          | Не прошла          | Не прошла          |

## Легкая атлетика
Туркменистан получил одно универсальное место для участия в Играх 2024 года.
Беговые дисциплины
| Спортсмен          | Дисциплина    | Забеги    | Забеги | Утеш. забеги | Утеш. забеги | Полуфиналы | Полуфиналы | Финал     | Финал     |
| Спортсмен          | Дисциплина    | Результат | Место  | Результат    | Место        | Результат  | Место      | Результат | Место     |
| ------------------ | ------------- | --------- | ------ | ------------ | ------------ | ---------- | ---------- | --------- | --------- |
| Валентина Мередова | Женщины 100 м | 12,01 q   | 16     | 11,95        | 65           | Не прошла  | Не прошла  | Не прошла | Не прошла |

## Плавание
Туркменистан получил два универсальных места для участия в нижеследующих дисциплинах плавательного турнира Олимпиады.
| Спортсмен      | Дисциплина                  | Заплывы | Заплывы | Полуфиналы | Полуфиналы | Финал     | Финал     |
| Спортсмен      | Дисциплина                  | Время   | Место   | Время      | Место      | Время     | Место     |
| -------------- | --------------------------- | ------- | ------- | ---------- | ---------- | --------- | --------- |
| Муса Жалаев    | Мужчины 100 м вольный стиль | 52,29   | 61      | Не прошёл  | Не прошёл  | Не прошёл | Не прошёл |
| Айнура Примова | Женщины 100 м на спине      | 1.10,17 | 35      | Не прошла  | Не прошла  | Не прошла | Не прошла |

## Тяжёлая атлетика
Туркменистан получил одно место в мужских соревнованиях в соответствии с олимпийским рейтингом IWF.
| Спортсмен           | Категория         | Рывок | Рывок | Толчок | Толчок | Всего | Всего |
| Спортсмен           | Категория         | Вес   | Место | Вес    | Место  | Вес   | Место |
| ------------------- | ----------------- | ----- | ----- | ------ | ------ | ----- | ----- |
| Давранбек Хасанбаев | Мужчины до 102 кг | 180   | 6     | 190    | 10     | 370   | 10    |